# 鳥取鉄道部
鳥取鉄道部（とっとりてつどうぶ）は、鳥取県鳥取市にある西日本旅客鉄道（JR西日本）の鉄道部の一つである。

## 概要
ローカル線（地域輸送）の活性化と効率的な鉄道運営ができるように1991年（平成3年）4月1日から鉄道部制度を導入し、鳥取県東部の路線を鳥取鉄道部が運営するように改められた。
鳥取駅構内に位置しており、中国統括本部が管轄している。管下に乗務員区所（鳥取列車支部）を擁しており、以下の路線を管轄している。
- 山陰本線：居組（構内を除く） - 赤碕間
- 因美線：鳥取 - 那岐間

## 所属車両の車体に記される略号
米子支社の略号である「米」と、鳥取の電報略号である「トリ」から構成された「米トリ」となっていた。中国統括本部発足時の組織改正により、現在は所属車両はない。

## 所属車両
2021年（令和3年）4月1日現在の所属車両は以下のとおりで、西鳥取車両支部に配置されている。山陰本線鳥取 - 湖山間に位置しているが、鳥取駅から専用線で入出区するため、同区間が複線のようにみえる。かつては、西鳥取運転区と称していたが、1991年に鳥取鉄道部の発足と同時に、その下部組織となった。
| 電車 | 気動車 | 機関車 | 客車 | 貨車 | 合計 |
| ---- | ------ | ------ | ---- | ---- | ---- |
| 0両  | 18両   | 0両    | 0両  | 0両  | 18両 |

- キハ47形気動車（18両）
  - 0番台12両、1000番台が6両の計18両が所属している。全車がワンマン運転に対応している。
  - 山陰本線城崎温泉・浜坂 - 米子間（城崎温泉駅乗り入れは1往復のみ）、因美線鳥取 - 智頭・那岐間（那岐駅乗り入れは朝1往復のみ）の普通列車で運用されている。配置される全車のリニューアル改造が完了している。
  - このうちの2両 (146, 1112) は、かつて黄緑色をベースとして車体側面にしゃんしゃん傘踊りの傘やドウダンツツジ、前面貫通扉に因幡の白兎のイラストが描かれた、通称「花笠（花傘）塗装」と呼ばれる姿となっていた。また、所属するキハ47形のうちこの2両にのみ車体側面にJRマークが貼付されていた。 146は2016年（平成28年）2月の全般検査時、1112は2012年（平成24年）3月の全般検査時に朱色5号の一色塗り（首都圏色）に塗装変更され、「花笠（花傘）塗装」の車両は見られなくなった。

### 管理受託車両
- HOT7000系気動車

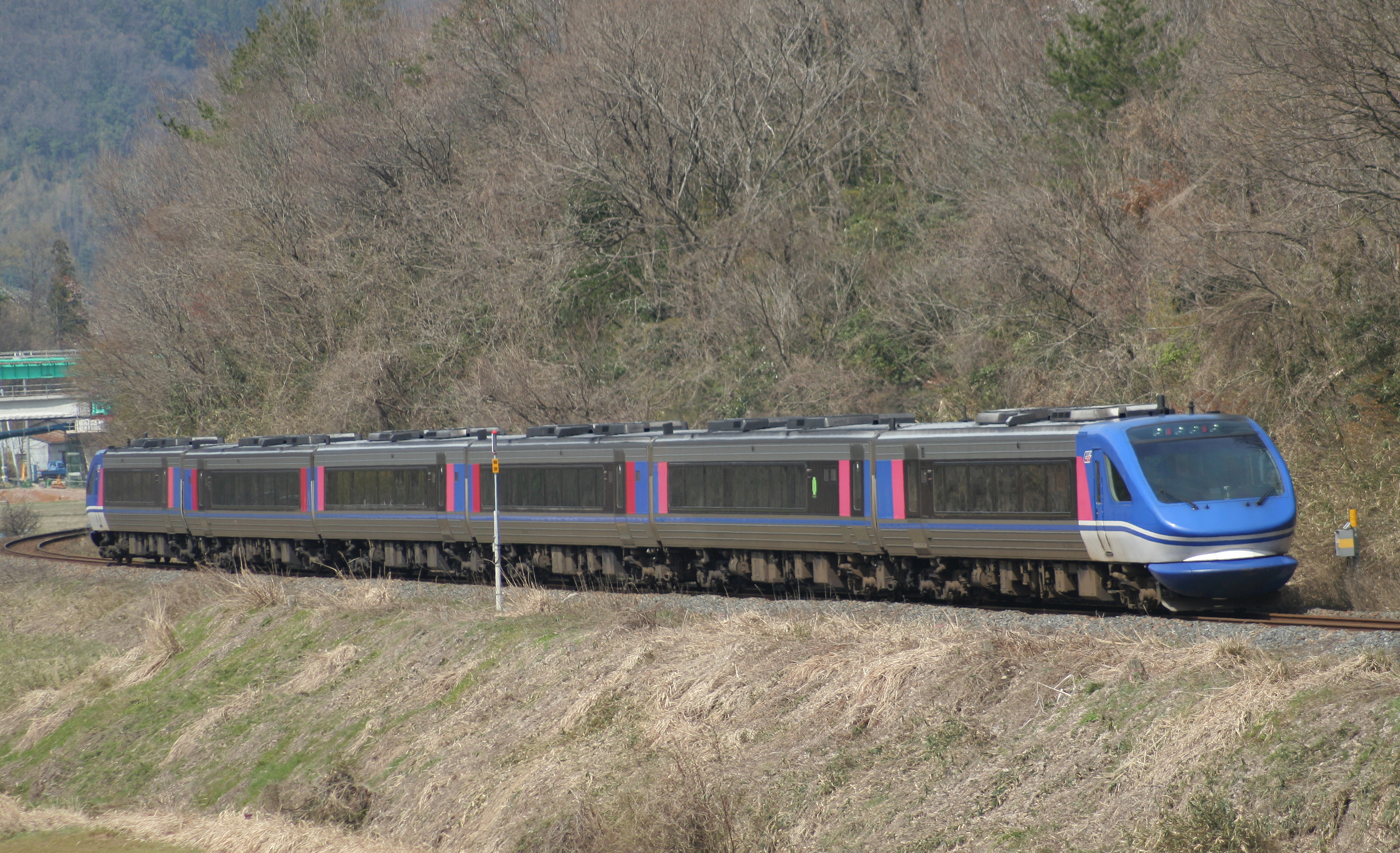
HOT7000系

  - 智頭急行からの管理受託車両。5両編成5本、予備車両9両（計34両）を受託している。
  - 特急「スーパーはくと」で運用されている。

### 過去の配置車両

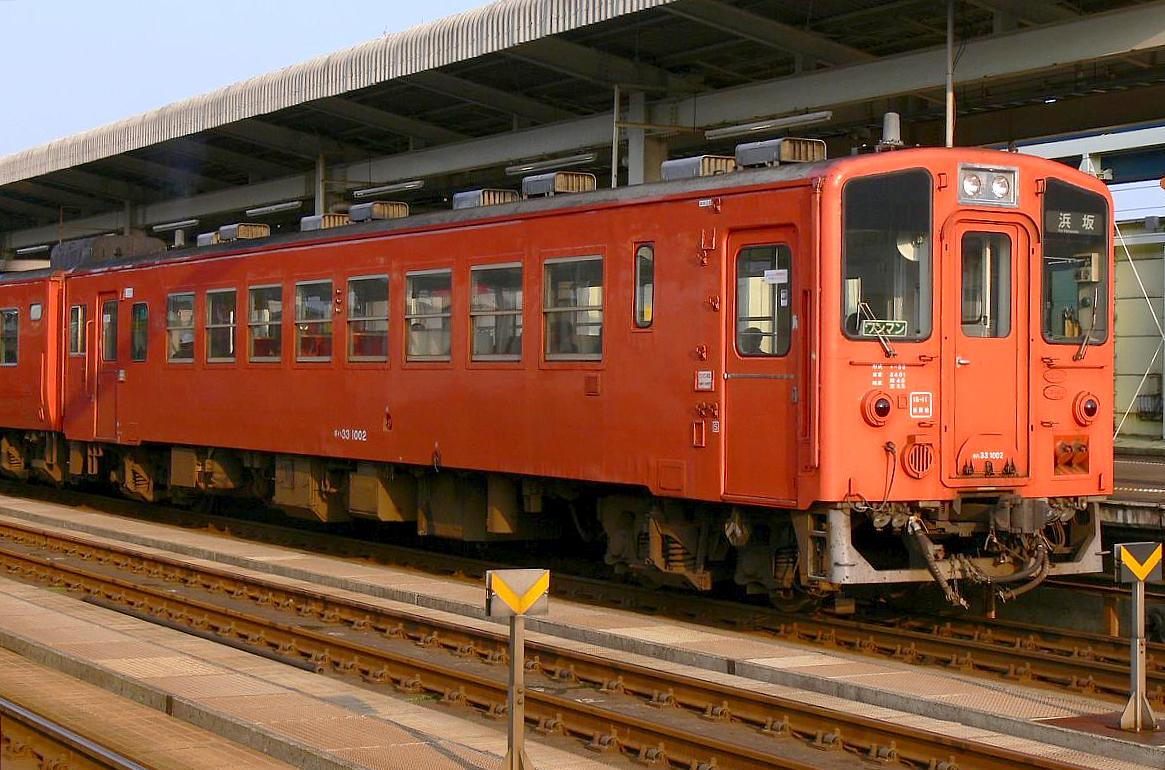
キハ33形

#### 気動車
- キハ181系気動車
  - 京都総合運転所からATS-P対応編成が転属して、特急「いなば」で運用されていたが、その後、西鳥取車両支部に常駐のまま、書類上は後藤総合車両所に転属した。
- キハ58系気動車
- キハ65形気動車
- キハ45系気動車
- キハ40形気動車
- キハ33形気動車
  - 長らく境線を中心に運用されていたが、便所がないことにより2003年（平成15年）秋のダイヤ改正で予備車両となり、2004年（平成16年）8月ごろに2両とも後藤総合車両所から鳥取鉄道部に転属し、山陰本線鳥取 - 浜坂間の普通列車で運用されていた。
  - 便所がないため単独では運用せず、便所付きのキハ47形0番台と2両編成を組んで運用されていた。
  - 2010年3月13日のダイヤ改正で定期運用を終了し、同年3月30日付で廃車された[3]。

#### 客車
- マニ50形荷物車
  - かつて救援車代用としてマニ50形2035番が配置されていた。

## 乗務員
鳥取鉄道部の運転士・車掌は鳥取列車支部に所属しており、鳥取駅構内に事務所がある。かつては鳥取列車区と称したが、1991年の鳥取鉄道部発足と同時にその下部組織となった。

### 乗務範囲
車掌
- 山陰本線：浜坂 - 米子間
- 因美線：鳥取 - 那岐間
- 智頭急行智頭線：全線
- 山陽本線：上郡 - 岡山間

運転士
- 山陰本線：浜坂 - 米子間
- 因美線：鳥取 - 那岐間

特急列車は運転士は「スーパーはくと」「スーパーいなば」「スーパーまつかぜ」「スーパーおき」「はまかぜ」に、車掌は「スーパーはくと」「スーパーいなば」「スーパーまつかぜ」に乗務している。

## 歴史
- 1907年（明治40年）4月28日 - 鳥取機関区が発足[4]。
- 1951年（昭和26年）4月1日 - 鳥取客貨車区が発足[5][6]。
- 1970年（昭和45年） - 山陰本線鳥取駅 - 湖山駅間に車両基地（後の西鳥取運転区）と貨物駅の造成を開始[6]。
- 1974年（昭和49年）12月12日 - 鳥取機関区の検修部門と鳥取客貨車区が統合し、西鳥取運転区が発足[7][6][8][注 1]。建設中であった車両基地（西鳥取運転区）の使用開始[9]。貨車交番検査業務は米子客貨車区へ移管。
- 1987年（昭和62年）4月1日 - 国鉄分割民営化により、鳥取機関区が鳥取運転区として発足[10]。
- 1989年（平成元年）3月11日 - 鳥取運転区と鳥取車掌区が統合し、鳥取列車区になる[11][12][13]。
- 1991年（平成3年）4月1日 - 鉄道部制度に伴い、第2次鉄道部として発足[14]。西鳥取運転区・鳥取列車区が統合して鳥取列車支部に[12]、西鳥取運転区は西鳥取車両支部になる[15]。
- 1999年（平成11年）10月2日 - 因美線智頭 - 美作河井間が岡山支社津山鉄道部に移管。
- 2008年（平成20年）6月1日 - 鉄道部制見直しに伴い、山陰本線中山口 - 淀江間が米子支社直轄に変更。これに伴い、同鉄道部の山陰本線管轄範囲も居組 - 赤碕間に変更となる。
- 2022年（令和4年）
  - 西鳥取車両支部が後藤総合車両所に移管されて同所の鳥取支所になる[16]。
  - 10月1日　中国統括本部の発足に伴う管轄範囲の見直しにより、因美線智頭-那岐間が再び当鉄道部の管轄となる。
- 2024年（令和6年）6月1日 - 鳥取鉄道部廃止。乗務員区所は鳥取列車区に改組。